# Аглетдінова Равіля Афганівна
Равіля Афганівна (Афтахівна) Аглетдінова, в шлюбі Котович (10 лютого 1960, Курган-Тюбе — 25 червня 1999, Жлобин, Гомельська область) — радянська та білоруська легкоатлетка таджицького походження, фахівчиня з бігу на середні дистанції. Виступала на міжнародній арені у 1980-х та 1990-х роках, чемпіонка Європи, володарка срібної медалі Ігор доброї волі у Москві, національна чемпіонка та рекордсменка країни в кількох дисциплінах. Заслужений майстер спорту СРСР.

## Біографія
Равіля Аглетдінова народилася 10 лютого 1960 року у місті Курган-Тюбе Таджицької РСР. У 1980 році разом зі своїм тренером Володимиром Миколайовичем Пологовим переїхала на постійне проживання в місто Мінськ Білоруської РСР, де незабаром увійшла до числа найсильніших бігунок на середні дистанції.
У 1982 році увійшла до основного складу радянської національної збірної та виступила на чемпіонаті Європи в Афінах, де у бігу на 800 метрів дійшла до стадії півфіналів і посіла підсумкове 12 місце.
На чемпіонаті світу 1983 року у Бірмінгемі фінішувала четвертою на дистанції 1500 метрів.
Розглядалася як кандидатка на участь у літніх Олімпійських іграх 1984 року в Лос-Анджелесі, проте Радянський Союз разом із кількома іншими країнами східного блоку зрештою бойкотував ці змагання з політичних причин. Натомість Аглетдінова виступила на альтернативному турнірі «Дружба-84» у Празі — виграла тут срібну медаль у бігу на 1500 метрів, поступившись на фініші лише співвітчизниці Надії Радулгіній.
У 1985 році на чемпіонаті СРСР у Ленінграді здобула перемогу відразу у двох дисциплінах: 800 та 1500 метрів. Крім цього, здобула золоту медаль на Кубку Європи в Москві і отримала срібло на Кубку світу в Канберрі.
Була найкращою у бігу на 1500 метрів на чемпіонаті Європи у Штутгарті, тоді як на Іграх доброї волі у Москві прийшла до фінішу другою, пропустивши вперед Тетяну Самоленко. За ці видатні спортивні досягнення відзначена почесного звання «Заслужений майстер спорту СРСР».
У цей час Равіля Аглетдінова вийшла заміж за стрибуна у висоту Олександра Котовича і народила доньку Марину, яка згодом стала чемпіонкою світу та Європи у бігу на 800 м. Шлюб тривав близько чотирьох років і зрештою подружжя розійшлося.
Повернувшись у великий спорт, у 1990 році Равіля Аглетдінова-Котович перемогла у бігу на 3000 метрів на чемпіонаті СРСР у Києві, а потім побувала на Іграх доброї волі у Сіетлі, де в тій же дисципліні стала п'ятою.
У 1991 році в бігу на 1500 метрів посіла п'яте місце на чемпіонаті світу в Токіо.
Після розпаду Радянського Союзу Аглетдінова увійшла до складу національної збірної Білорусії та ще протягом деякого часу продовжувала брати участь у найбільших міжнародних змаганнях. Так, у 1993 році в дисциплінах 1500 та 3000 метрів вона стартувала на світовій першості у Штутгарті.
У 1994 році виступила на чемпіонаті Європи з кросу в Алніці, де посіла підсумкове 66 місце.
Загинула в автокатастрофі 25 червня 1999 року під час поїздки зі Жлобіна до Мінська.